# Seuneubok Dalam (Woyla Timur)
Seuneubok Dalam is een bestuurslaag in het regentschap Aceh Barat van de provincie Atjeh, Indonesië. Seuneubok Dalam telt 56 inwoners (volkstelling 2010).